# Thế kỷ Thái Bình Dương
Thế kỷ Thái Bình Dương (và thuật ngữ có liên quan thế kỷ châu Á - Thái Bình Dương) là một thuật ngữ được sử dụng để mô tả thế kỷ 21 tương tự như thuật ngữ thế kỷ Hoa Kỳ. Giả thuyết tiềm ẩn trong việc sử dụng thuật ngữ này là thế kỷ 21 bị chi phối đặc biệt là về kinh tế bởi các quốc gia trong khu vực châu Á Thái Bình Dương, như Trung Quốc, Nhật Bản, Ấn Độ, Hàn Quốc, Đài Loan, các thành viên ASEAN (đặc biệt là Indonesia, Việt Nam, Philippines, Thái Lan, Malaysia và Singapore), Úc, Nga, Canada, Mexico và Hoa Kỳ. Ý tưởng này có thể được so sánh với quan điểm lịch sử châu Âu/Đại Tây Dương, đã thống trị trong hai thế kỷ qua.

## Các thuật ngữ liên quan

### Thế kỷ châu Á
Thuật ngữ Thế kỷ châu Á là một thuật ngữ được phổ biến rộng rãi hơn, chuyển sự nhấn mạnh hơn tới châu Á, đặc biệt là các siêu cường tiềm năng như Trung Quốc và Ấn Độ. Các thành phố ở các quốc gia này như Tokyo, Mumbai, Bắc Kinh, Kuala Lumpur, Jakarta, Manila, Singapore, Seoul, Hồng Kông, Thượng Hải, Delhi và Băng Cốc đang ngày càng giành được quyền lực như các trung tâm tài chính, thay thế chỗ các đô thị ở châu Âu. Tuy nhiên, các nhà phê bình thuật ngữ liên quan này cho rằng nó mô tả không chính xác thế kỷ 21 và đánh giá quá mức tầm quan trọng của các bang xung quanh Ấn Độ Dương. Cho đến năm 2011, điều này chứng minh là đúng, vì Ấn Độ đã cho thấy sự tăng trưởng rất hứa hẹn, mặc dù có lo ngại về cơ sở hạ tầng. Nhưng với tình trạng bất ổn liên tục ở Palestine và kênh đào Suez liên quan cực kỳ quan trọng, cuộc khủng hoảng của đồng Euro, cùng với mối lo ngại về tăng trưởng của Ấn Độ và Braxin, và chính sách Đông phương mới của Nga, thế kỷ Thái Bình Dương thật ra là một thuật ngữ chính xác hơn thế kỷ châu Á. Lưu ý là Hoa Kỳ, Canada và Mexico nói riêng là các quốc gia có quyền lực ở 2 nơi, cả Thái Bình Dương và Đại Tây Dương, tuy nhiên Bờ Tây của Bắc Mỹ được hưởng lợi nhiều nhất từ thế kỷ Thái Bình Dương so với Bờ Đông của Bắc Mỹ.